# Pfarrhaus (Abtswind)

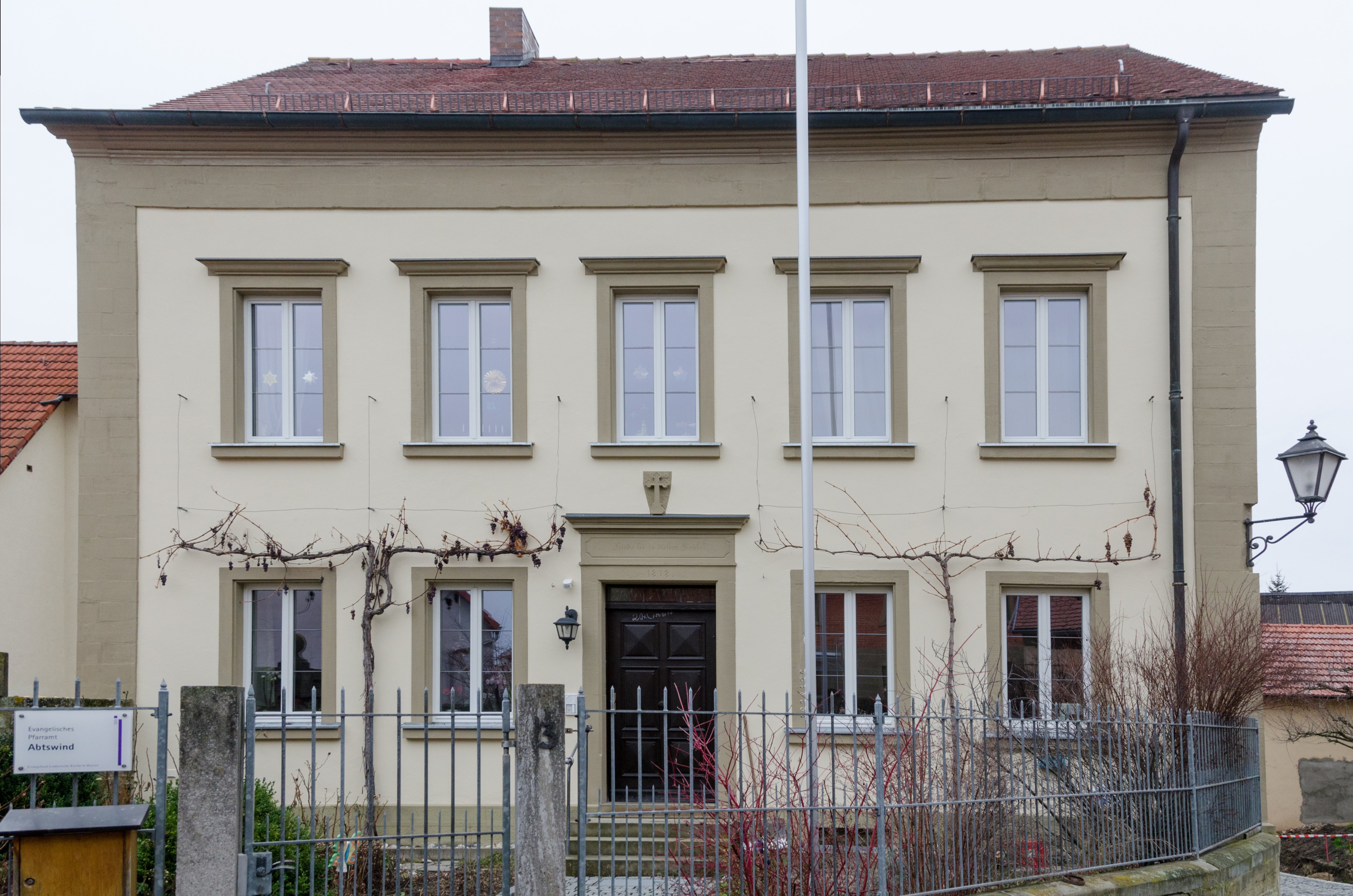
Pfarrhaus in Abtswind

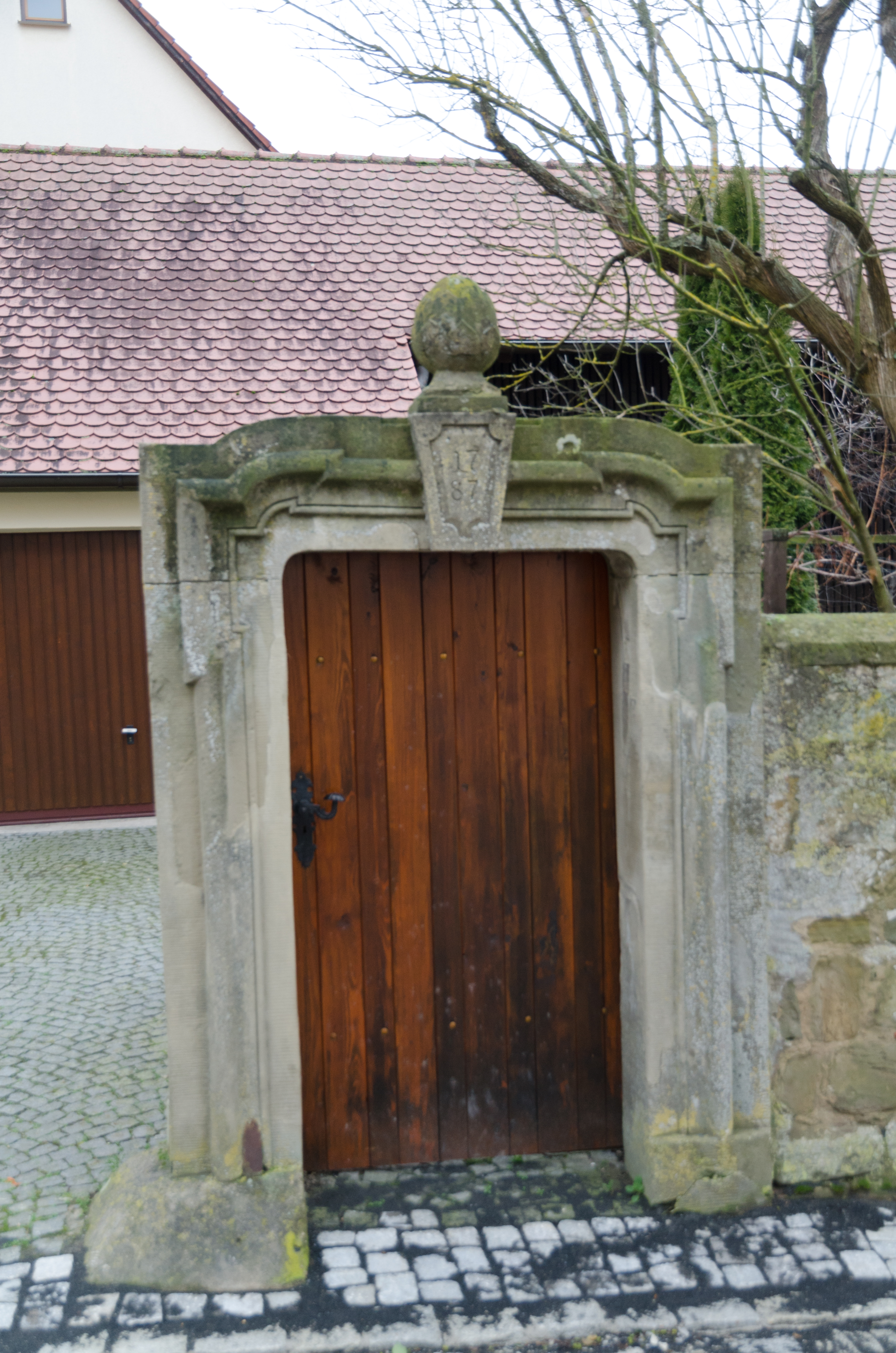
Pforte

Das Pfarrhaus in Abtswind, einer Marktgemeinde im unterfränkischen Landkreis Kitzingen in Bayern, wurde 1878 errichtet. Das Pfarrhaus an der Pfarrgasse 3 ist ein geschütztes Baudenkmal.

## Beschreibung
Der zweigeschossige Satteldachbau mit Ecklisenen und fünf zu drei Fensterachsen ist mit der Jahreszahl 1878 über dem Eingang bezeichnet. Die Fenster und das Portal, über dem die Inschrift „Friede sei in diesem Hause!“ eingemeißelt ist, sind mit heimischen Sandsteinblöcken gerahmt.  
Die barocke Pforte zum Grundstück ist ebenfalls ein Baudenkmal. 